# OKATO
OKATO (russo: Общероссийский классификатор объектов административно - территориального деления; Obsjtsjerossijskij klassifikator objektov administrativno-territorialnogo delenija) é uma categorização de todos os objetos ou locais geográficos na Rússia. O OKATO tem uma função classificatória: conforme o código, é possível julgar se é uma cidade, um rio ou qualquer objeto.

## Exemplo
O Conselho Local Permanente do distrito de Transbajkala na província de Chita é marcado pelo código 75 212 825, as quais podemos destrinchar em:
- 75 - Código da Província
- 2 - Atributo (nível) da Província
- 12 - Código do Distrito de Transbajkala
- 8 - Nível do Conselho Local
- 25 - Código do Conselho Local Permanente